# Shocking Blue
Shocking Blue — рок-гурт із Нідерландів, створений у 1967 році в Гаазі. Найбільш відомими піснями гурту є «Venus» і «Send Me a Postcard», що досягли першого місця в хіт-параді Billboard Hot 100. До 1973 року гурт продав 13,5 мільйонів своїх записів, але в 1974 році розпався.

## Історія гурту
Створений 1967 року в місті Гаага ексгітаристом місцевої формації Motion — Роббі ван Леейвеном. В оригінальному складі Shocking Blue виступали Фред де Вільде (Fred de Wilde) — вокал, Клаше ван дер Вал — бас та Корнеліус ван дер Беек (Cornelius van der Beek) — барабани.
Наприкінці 1960-х років гурт здобув визнання у Нідерландах завдяки хіту «Lucy Brown Is Back In Town», a незабаром менеджер Shocking Blue вирішив змінити вокаліста Фреда де Вільде на вокалістку Марішку Вереш цигансько-французько-угорського походження. Завдяки своєму вокалу та зовнішньому вигляду (довге темне волосся, рясний макіяж, тісне вбрання) Вереш справляла враження сексуальної жінки та створила ще один хіт «Send Me A Postcard Darling».
1969 року Shocking Blue записали в Нідерландах сингл «Venus», який того ж року став великим європейським хітом, а вже у лютому 1970-го після укладання угоди з фірмою Джеррі Росса «Colossus» ця пісня стала № 1 американського чарту Billboard Hot 100 і принесла гурту світову популярність.
Маючи у своєму складі талановитого композитора та продюсера Роббі ван Лівена, який також славився напрочуд гарними й логічними гітарними соло, Shocking Blue заповнили порожнечу, що існувала між поп та прогресивною музикою. Наприклад, на своєму альбомі Shocking Blue At Home група запропонувала доволі довгі композиції, несинглового формату: «California Here I Come», «The Batterfly & І» чи новаторську з використанням індійського сітара «Aska Raga». Проте на британському музичному ринку Shocking Blue сприймалися здебільшого попформацією.
Записавши ще кілька альбомів, із яких найбільше запам'яталися хіти «Mighty Joe», «Never Marry A Railroad Man», «Hello Darkness», «We're Shocking You», «Blossom Lady», «Inkpot», «Out of Sight Out of Mind», «Eve and the Apple» та «Rock In The Sea», 1974 року гурт свідомо вирішив припинити свою діяльність. Марішка Вереш обрала сольну кар'єру. Єдиним її хітом після цього була пісня 1975 року «Take Me High». У 1990-х Марішка гастролювала з новим гуртом під старою назвою «Shocking Blue» (з дозволу колишніх колег). 2 грудня 2006 року Вереш померла від раку в Парижі.
Ван Леейвена можна було побачити й почути у складі фолк-джазової формації Galaxy Inc. Його найпопулярніша композиція — пісня «Venus» — здобула чимало кавер-версій. Одразу після появи цю пісню на свій лад і зі своїм текстом грецькою мовою записав попгурт Olympians, вона повернулася на вершину британського чарту 1981 року у версії Stars On 45 та 1986 року у виконанні гурту Bananarama, того ж року пісню записала популярна японська співачка Йоко Нагаяма. З реміксів «Venus» часто мають зиск денсові продюсери. Зокрема три різних версії цієї пісні від «The BHF Team» (Bisiach Hornbostel Ferrucci) піднесли цю формацію у Топ-10 1990 року в Британії й Австралії.
Крім того, пісні з репертуару Shocking Blue виконували: Nirvana («Love Buzz» — перший виданий сингл гурту, також вміщений на альбомі Bleach у 1989), The Prodigy (семплювали «Love Buzz» для своєї пісні «Phoenix» на альбомі Always Outnumbered, Never Outgunned 2004), Ladytron (включили пісню «Send Me a Postcard» на свій альбом Ladytron's Softcore Jukebox).
На території колишнього СРСР «Venus» була й залишається відомою під «дворовою» назвою «Шизґара». У ранніх 1970-х в Україні була популярною версія «Venus» у виконанні дуету майбутніх «зірок» відповідно української та російської естради — Івана (Іво) Бобула та Олександра Сєрова, на той час солістів вокально-інструментального ансамблю «Калина». Їхня версія «патріотично» була прихована під назвою «За синіми порогами», і звучала українською мовою, де замість оригінального лейтмотиву «she's got it», співалося слово «коза́ки».

## Дискографія
- 1968: Beat With Us (Polydor, Karussell)
- 1968: Shocking Blue (Pink Elephant)
- 1969: Shocking Blue At Home (Pink Elephant)
- 1969: Sensational (Pink Elephant)
- 1970: Scorpio's Dance (Pink Elephant)
- 1970: Pop Power (Pink Elephant)
- 1971: Shocking Blue (Pink Elephant)
- 1971: Third Album (Shocking You)(Pink Elephant)
- 1972 Inkpot (Pink Elephant)
- 1972 Inkpot (Polydor — реліз у ФРН з кількома іншими треками)
- 1972 Live in Japan (Pink Elephant)
- 1972 Attila (Pink Elephant)
- 1972 Eve And The Apple (те сам, що Attila, тільки на фірмі Polydor і з одним іншим треком)
- 1973 Dream On Dreamer (Polydor)
- 1973 Ham (те саме на фірмі Pink Elephant, що й «Dream On Dreamer», але з 3 іншими треками)
- 1974 Good Times (Pink Elephant)
- 1975 I Shock You, You Shock Me Too (Pink Elephant)
- 1986: The Best Of Shocking Blue
- 1989: The Very Best Of Shocking Blue
- 1990: 20 Greatest Hits
- 1993:20 Greatest Hits
- 1994: The Best Of Shocking Blue
- 1995: Collection
- 1997: Inkpot & A Hila.

Більшість ранніх альбомів Shocking Blue, окрім Beat With Us та Live in Japan, видані на CD.

## Цікава інформація
- На час запису пісні «Venus» Марішка Вереш майже не володіла англійською мовою та завчила текст як набір звуків, тому, власне, фраза «she's got it» у неї звучить як «шізґара». Далі знову помилково слово «goddess» (богиня) вона співає як «godness». Слово «godness» стало сленговим, та означає — «дуже вродлива, сексуальна дівчина», «ласий шматочок».
- Перший хіт українського гурту Quest Pistols «Я устал» є кавером на пісню «Long and Lonesome Road» гурту Shocking Blue (текст даної кавер-версії не являє собою переклад тексту оригіналу)[4]